# Трассем
Трассем (нем. Trassem) — община в Германии, в земле Рейнланд-Пфальц. 
Входит в состав района Трир-Саарбург. Подчиняется управлению Саарбург.  Население составляет 1168 человек (на 31 декабря 2010 года). Занимает площадь 7,53 км².
Город подразделяется на 2 городских района.